# Sumiyoshi-taisha

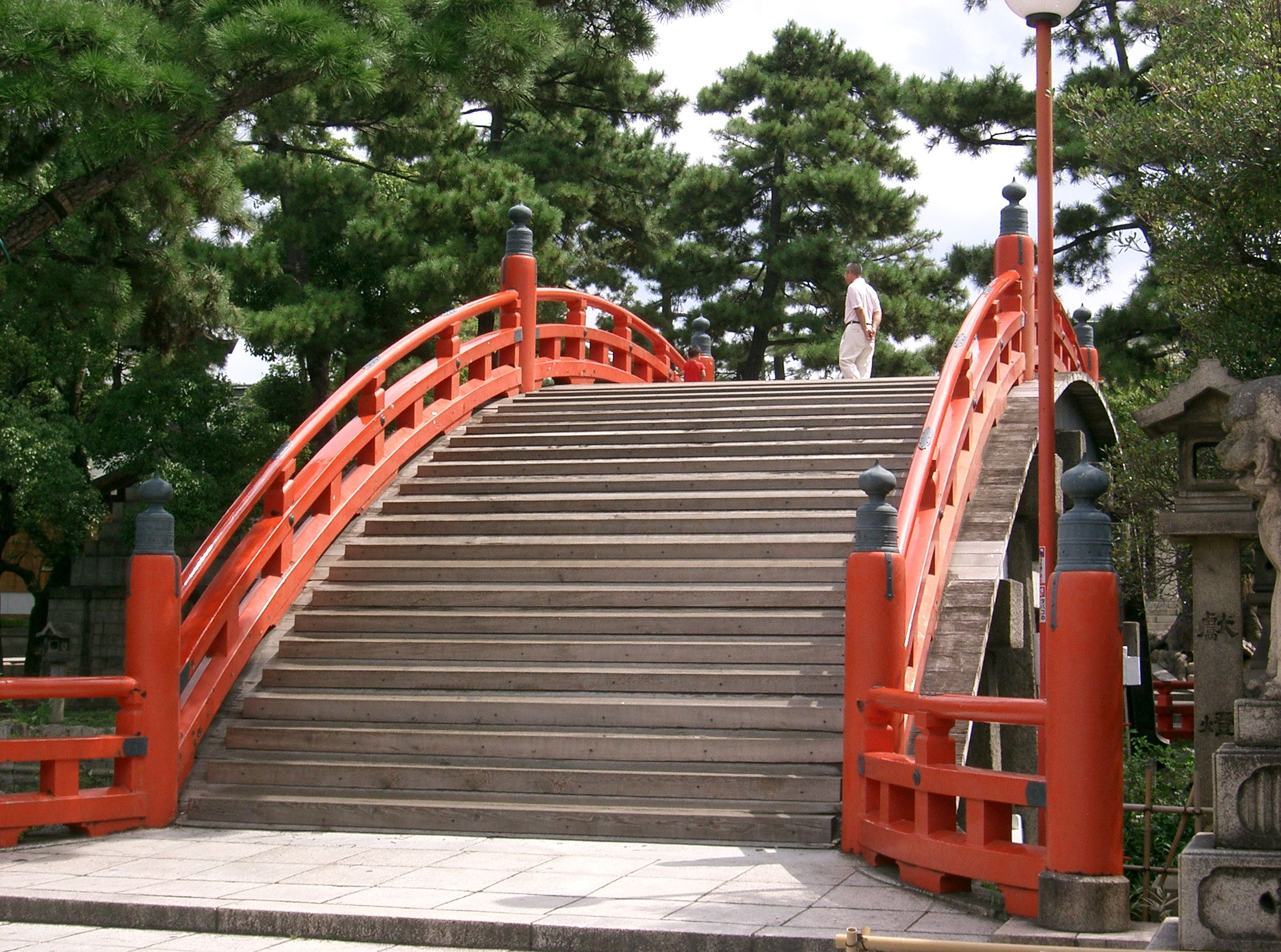
Le Taiko-bashi à Sumiyoshi-taisha.

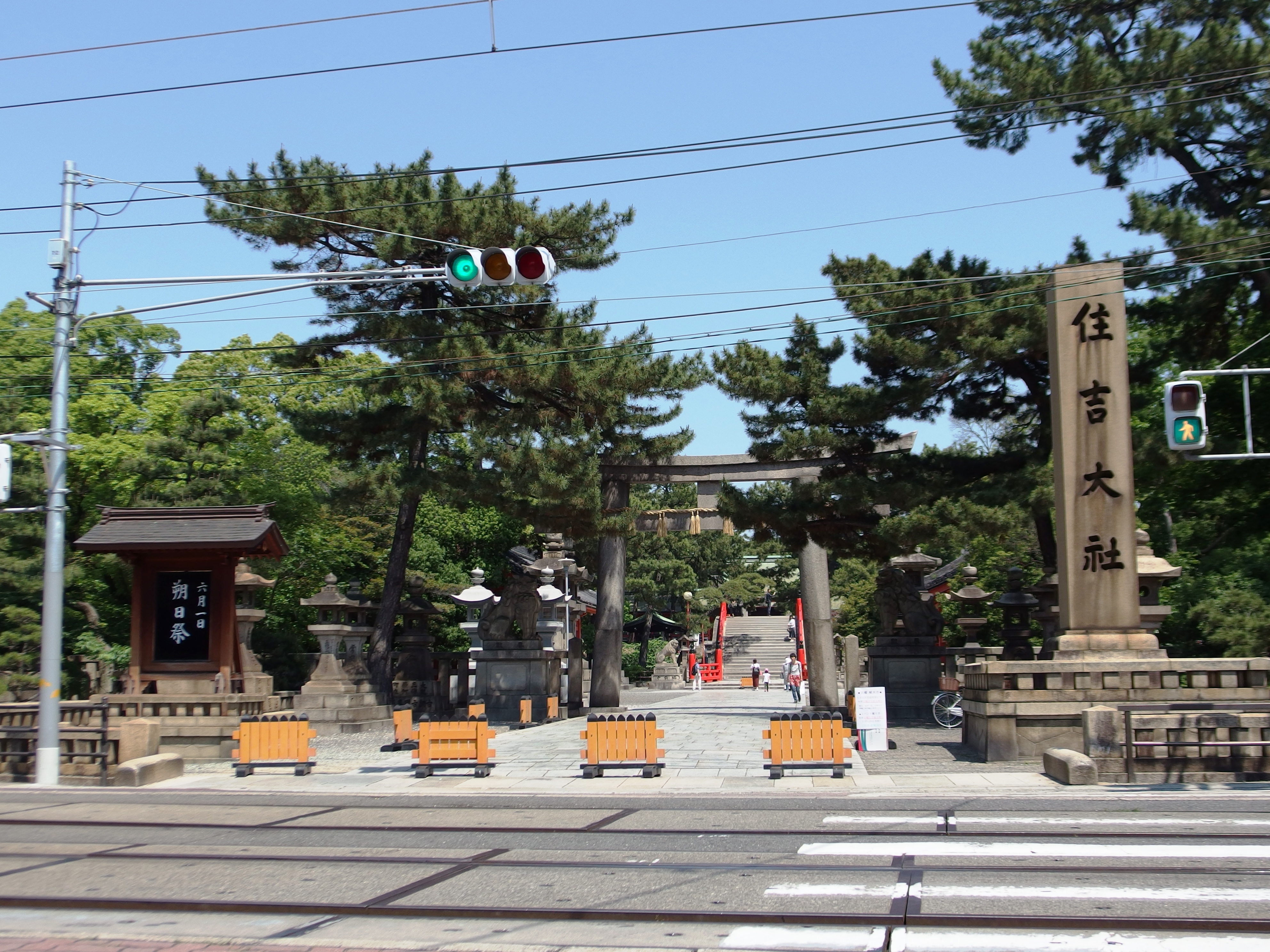
Entrée du Sumiyoshi-taisha.

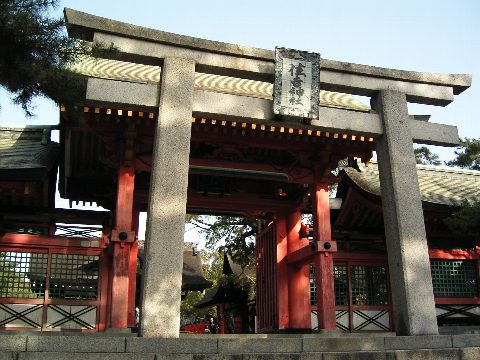
Entrée arrière du Sumiyoshi-taisha.

Le Sumiyoshi-taisha (住吉大社), aussi connu sous le nom de grand sanctuaire Sumiyoshi, est un sanctuaire shinto situé dans l'arrondissement de Sumiyoshi à Osaka au Japon. C'est le plus important de tous les sanctuaires Sumiyoshi du Japon. Le plus ancien sanctuaire où sont vénérés les Sumiyoshi sanjin (en), les trois kamis Sumiyoshi, est le sanctuaire Sumiyoshi de Hakata.
Appelé « Sumiyoshi-san » ou « Sumiyossan » par les habitants, il est réputé pour les grandes foules qui s'y rendent le jour du Nouvel An pour le hatsumōde.
Le Sumiyoshi-taisha est dédié aux Sumiyoshi tanjin — Sokotsutsu no Onomikoto, Nakatsutsu no Onomikoto et Uwatsutsu no Onomikoto — ainsi qu'à Okinagatarashihime no Mikoto (l'impératrice Jingū), et ils sont collectivement appelés les « Sumiyoshi ōkami », les grands dieux de Sumiyoshi. « Sumiyoshi no Ōgami no Miya » est une autre appellation.
Il donne son nom à un style d'architecture shinto connu comme sumiyoshi-zukuri.

## Histoire
Le sanctuaire bénéficie du patronage impérial au début de l'époque de Heian. En 965, l'empereur Murakami ordonne que des messagers impériaux soient envoyés aux kamis gardiens du Japon pour les informer des événements importants. Ces heihaku sont à l'origine présentés à seize sanctuaires dont Sumiyoshi.
Sumiyoshi a été désigné comme sanctuaire shinto de tête (ichi-no-miya) pour l'ancienne province de Settsu.
De 1871 jusqu'en 1946, Sumiyoshi-taisha est officiellement désigné comme l'un des kanpei-taisha (官幣大社) du système moderne de classement des sanctuaires shinto, ce qui signifie qu'il se tenait au premier rang des sanctuaires soutenus par le gouvernement.

### Le kami de Sumiyoshi et l'impératrice Jingū
Le Sumiyoshi-taisha est fondé par Tamomi no Sukune pendant la neuvième année du règne de l'empereur Chūai, soit en 211. Membre d'une puissante famille de la région, son nom de clan « Owari » lui a été accordé par l'impératrice Jingū alors qu'elle visite la côte de Gokishichidō (moderne Shichidou à Sakai) après son retour de l'invasion de la Corée sans bataille. En même temps, elle lui dit de consacrer le Sanjin Sumiyoshi, comme il lui a été dit de le faire par un oracle. Plus tard, l'impératrice elle-même est vénérée à Sumiyoshi. Le clan Tsumori, dont les membres ont obtenu la position de prêtre en chef de Sumiyoshi-taisha depuis le règne de l'empereur Ōjin, sont les descendants de Tsumori no Toyoada (or Tsumori no Toyonogodan), le fils de Tamomi no Sukune.

### Autres kamis
Sumiyoshi-taisha est aussi considéré comme le sanctuaire ancêtre de Hachiman-shin, le dieu de la guerre car ce taisha (sanctuaire) est consacré à l'impératrice Jingū, mère de l'empereur Ōjin, qui est déifié en tant qu'Hachiman. Par conséquent, le sanctuaire est le gardien de la dynastie Kawachi. En outre, Hachiman-shin est le dieu de la guerre sur terre et les dieux Sumiyoshi sont les dieux de la guerre sur mer. Plus tard, Sumiyoshi Taisha est devenu l'un des trois kamis du waka.

### Diplomatie Yamato et la route de la soie
Le taisha est un sanctuaire ayant des liens avec la diplomatie de l'ancienne royauté Yamato et la navigation et protège donc les missions japonaises dans la Chine impériale. Au titre de prêtres en chef, les membres de clan Tsumori embarquaient aussi à bord de ces navires ambassades. Ceux-ci prenaient le large à partir de Suminoe no Tsu, un port situé sur la Hosoe-gawa (aussi appelée Hosoi-gawa et Suminoe no Hosoe dans l'ancien temps), rivière située au sud du sanctuaire. Ouvert par l'empereur Nintoku, Suminoe pas Tsu est le plus ancien port international au Japon. C'était l'entrée au Japon pour la route de la soie.

### DansLe Dit du Genji
Bien que Sumiyoshi Taisha est actuellement complètement enclavé, jusqu'à l'époque d'Edo, le terrain équestre du sanctuaire (actuellement parc Sumiyoshi) qui faisait face à la mer était considéré comme le représentant du beau paysage hakushaseishou (« sable blanc et pins verts »). À tel point que ce type de décor en design et en art est connu comme le « design Sumiyoshi ». Dans le Genji monogatari de Murasaki Shikibu, le sanctuaire est utilisé comme étape importante dans certains chapitres concernant la dame Akashi. Par ailleurs, dans le conte populaire Issun-bōshi, un vieux couple qui n'a pas eu d'enfants prie à Sumiyoshi-taisha. Leurs prières sont exaucées et quand l'enfant part en voyage, il quitte le port de Sumiyoshi, descend la Hosoe-gawa jusqu'à la baie d'Osaka, remonte la Yodo-gawa et entre à Kyoto.

## Architecture

### Style de construction

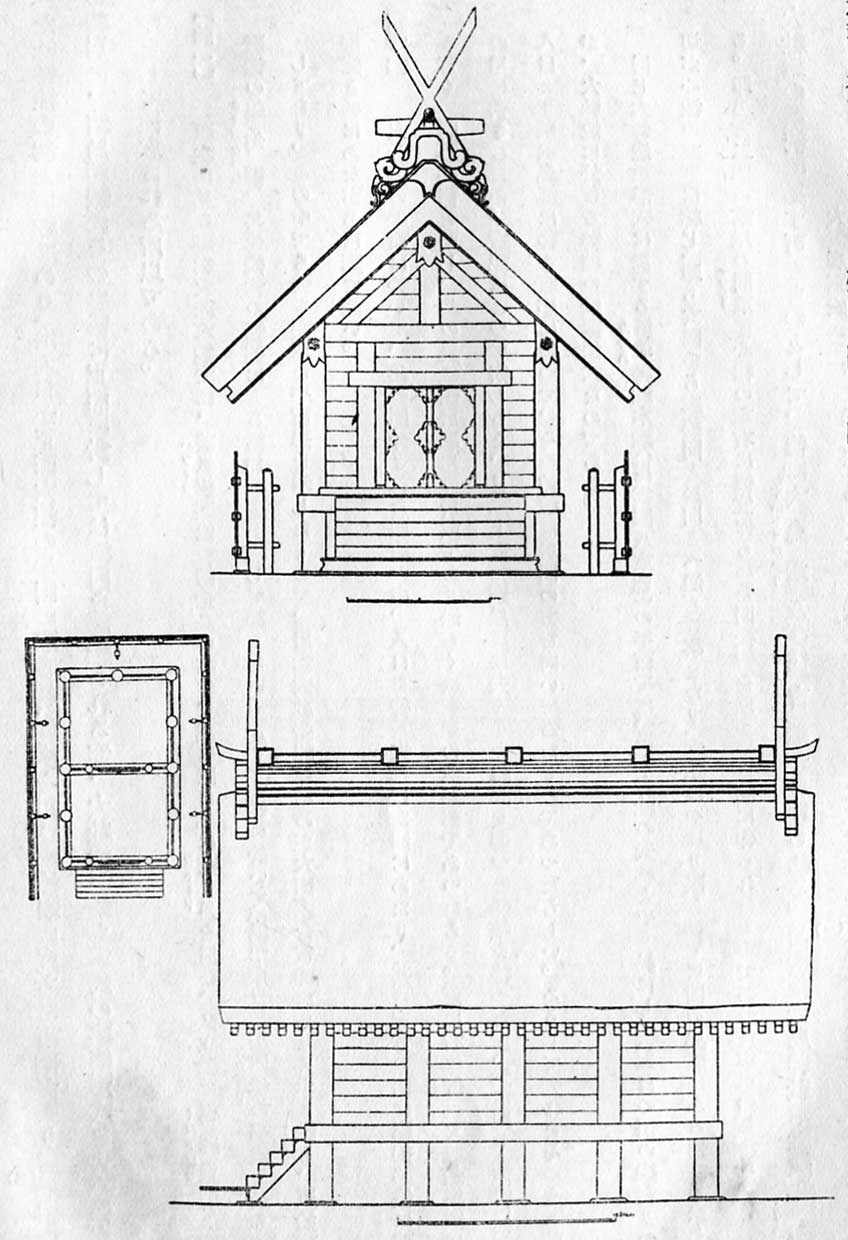
Illustration de l'architecture du sanctuaire principal.

Construit dans le style sumiyoshi, le honden est classé trésor national japonais au motif qu'il est le plus ancien exemple de ce style d'architecture.
Il y a un okichigi, un faîteau en forme de fourche sur le toit du sanctuaire principal ainsi que cinq katsuogi carrés, des billettes placées à l'horizontale sur toute la longueur du toit. Il n'y a pas de couloir le long du sanctuaire qui est entouré d'une clôture tamagaki en bois, elle-même entourée d'une clôture ara-imi (荒忌垣).
Les piliers sont ronds et reposent sur des fondations en pierre. Les planches entre les piliers sont à l'horizontale. La zone vue de face est la nef et au-delà se trouvent le sanctuaire intérieur et la seconde salle.

### Torii Sumiyoshi

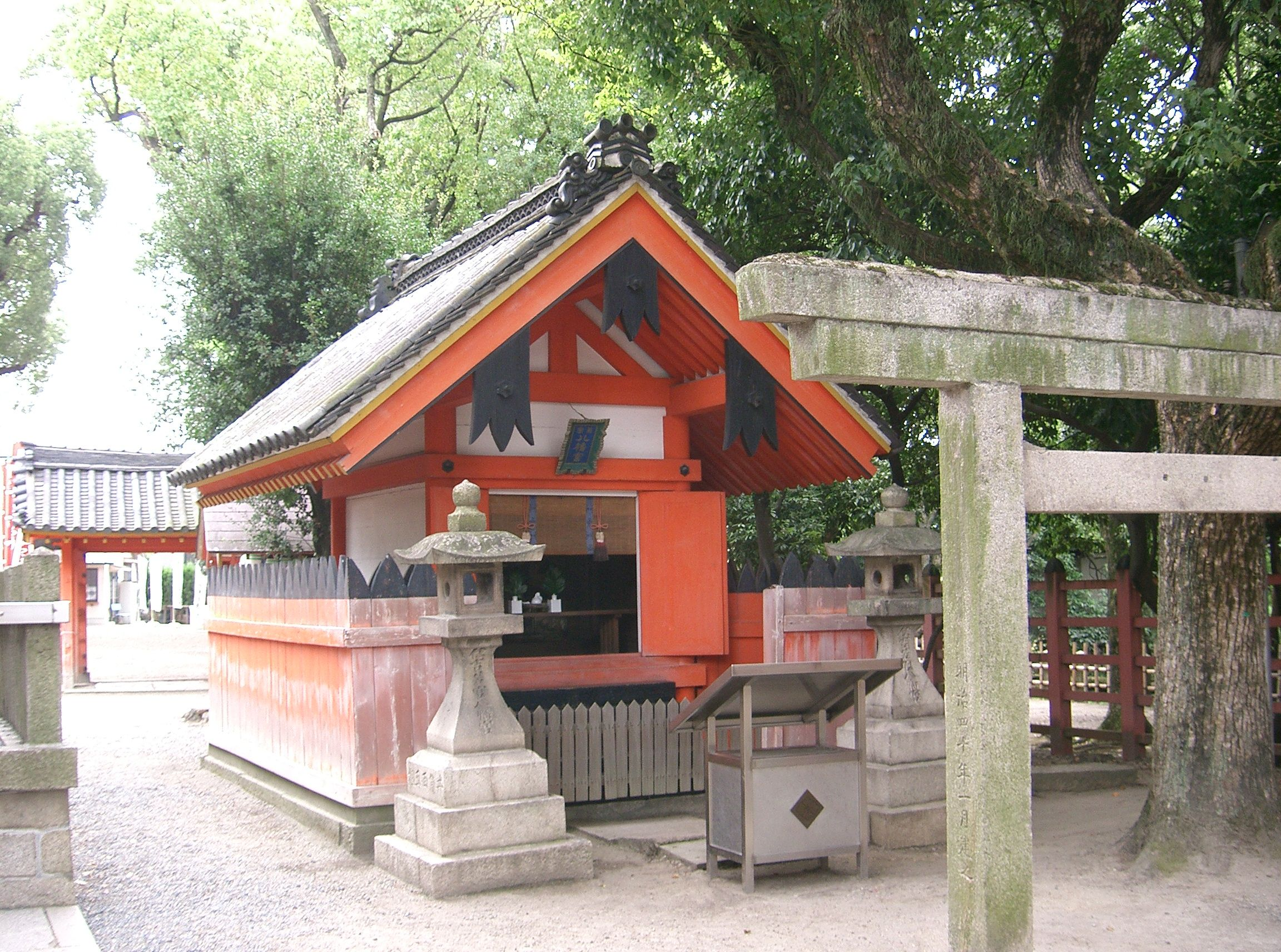
Un des kaku-torii de Sumiyoshi-taisha.

Un des toriis en pierre du sanctuaire, juste au sud du honden, est appelé le « Kakutorii » (角鳥居). Il est inhabituel en ce que la barre du milieu ne s'étend pas à l'extérieur des poteaux verticaux, et toutes les pièces ont des bords carrés. Ce type de torii est appelé « Sumiyoshi torii » d'après le nom du sanctuaire.

### Lanternes et pont
Sept cents lanternes de pierre sont conservées dans le sanctuaire, qui est aussi connu pour son pont en arche. Ce pont a été construit vers 1600.

## Anecdote
À propos des dieux de la guerre, une histoire rapportée par Markus Sesko dans Legends and Stories Around the Japanese Sword, raconte qu'un jour un noble et mystérieux vieillard, reconnaissable comme un haut dignitaire via sa canne dite Hatozue (鳩杖) — récompense offerte par l'empereur du Japon à des courtisans méritants lors de leur 80e anniversaire — se présenta pour commander un sabre dans la forge de la fameuse école Awataguchi, dans le nord-est de Kyoto, l'une des plus fameuses de la tradition Yamashiro. Après trente-sept jours de travail, le maître forgeron produisit une lame magnifique pour le vénérable vieillard, qui le récompensa par une bonne centaine de pièces d'or, petite fortune qu'il présenta de façon inhabituelle sur un étrange couvercle en bois. Pendant ce temps, les prêtres de Sumiyoshi s'aperçurent de la disparition du couvercle de la boîte à offrandes du sanctuaire, mais un oracle leur apprit où ils pourraient le retrouver. Les prêtres et le forgeron recoupèrent leurs versions des faits et c'est ainsi qu'il fut conclu que le style de forge japonaise Awataguchi produisait de si fines lames que même les dieux venaient s'y fournir. Historiquement, il s'agit probablement d'une sorte de marketing folklorique. L'anecdote date de l'époque Kamakura, et traversa les âges comme un conte très populaire.